# Georg Glaw
Georg Glaw (* 16. Juni 1913; † 14. Juni 1940 in Frankreich) war ein deutscher Hürdenläufer, der sich auf die 400-Meter-Distanz spezialisiert hatte.
1934 wurde Glaw Gaumeister über beide Hürdendistenzen. Bei den Leichtathletik-Europameisterschaften 1938 in Paris wurde er Vierter. Nach einem dritten Platz 1937 über 110 m Hürden gelang es ihm, als deutscher Meister die nationalen Meisterschaften 1938 über die längere Distanz zu beenden. Seine persönliche Bestzeit von 52,0 s stellte er am 9. Juli 1939 in Berlin auf. Glaw startete für den VfL 96 Halle.
Glaw fiel als Soldat 1940 in Frankreich.